# Bristowiella kartalensis
Bristowiella kartalensis là một loài nhện trong họ Lycosidae.
Loài này thuộc chi Bristowiella. Bristowiella kartalensis được Mark Alderweireldt miêu tả năm 1988.